# Stenurella novercalis
Stenurella novercalis là một loài bọ cánh cứng trong họ Cerambycidae.